# Sinobi Iwa
Sinobi Iwa är en kulle i Antarktis. Den ligger i Östantarktis. Norge gör anspråk på området. Toppen på Sinobi Iwa är 159 meter över havet.
Terrängen runt Sinobi Iwa är huvudsakligen kuperad, men åt nordost är den platt. Havet är nära Sinobi Iwa åt nordväst. Trakten är obefolkad. Det finns inga samhällen i närheten. 